# Mimosybra
Mimosybra es un género de escarabajos de la familia Cerambycidae.

## Especies
- Mimosybra affinis Breuning, 1966
- Mimosybra albovenosa Breuning, 1960
- Mimosybra annulata (Heller, 1924)
- Mimosybra arnhemensis Ślipiński & Escalona, 2013
- Mimosybra baloghi Breuning, 1975
- Mimosybra basigranosa Breuning, 1939
- Mimosybra bimaculata (Breuning, 1939)
- Mimosybra biplagiata (Breuning, 1939)
- Mimosybra bipunctata Breuning, 1951
- Mimosybra borneana (Breuning, 1961)
- Mimosybra carinipennis Breuning, 1940
- Mimosybra discreta (Pascoe, 1865)
- Mimosybra fergussoni Breuning, 1970
- Mimosybra flavomaculata Breuning, 1964
- Mimosybra gebeensis Breuning, 1961
- Mimosybra giloloensis Breuning, 1962
- Mimosybra kaszabi Breuning, 1975
- Mimosybra laevicollis Breuning, 1939
- Mimosybra latefasciata Breuning, 1963
- Mimosybra mediomaculata Breuning, 1939
- Mimosybra negrosensis Breuning, 1970
- Mimosybra paraspinipennis Breuning, 1977
- Mimosybra philippinensis Tavakilian, 2018
- Mimosybra salomonum Breuning, 1939
- Mimosybra samarensis Breuning, 1970
- Mimosybra schultzei (Breuning, 1966)
- Mimosybra similis Breuning, 1975
- Mimosybra spinipennis (Breuning, 1975)
- Mimosybra strandi (Breuning, 1939)
- Mimosybra surigaonis (Heller, 1923)
- Mimosybra triguttata (Aurivillius, 1927)
- Mimosybra trimaculata Breuning, 1953
- Mimosybra uniformis Breuning, 1940